# Droga krajowa B286 (Niemcy)
Droga krajowa nr 286 (niem. Bundesstraße 286, B 286) – niemiecka droga krajowa w Bawarii. Zaczyna się ona w Markt Bibart w dzielnicy Enzlar, krzyżując się z drogą krajową B8, a kończy się w Bad Brückenau, krzyżując z B27.

## Opis trasy
Droga krajowa 286 łączy się z autostradą B8 w Enzlar, trasa biegnie przez Wiesentheid, dzielnicę Neuses am Sand miasta Prichsenstadt (B22), Gerolzhofen, Schweinfurt (B26 i B303), Poppenhausen (B19), Bad Kissingen (B287) kończąc swój bieg w Bad Brückenau (B27). Między Poppenhausen a Bad Kissingen droga ma wspólny bieg z B19.